# Coldstream
För andra betydelser, se Coldstream (olika betydelser).

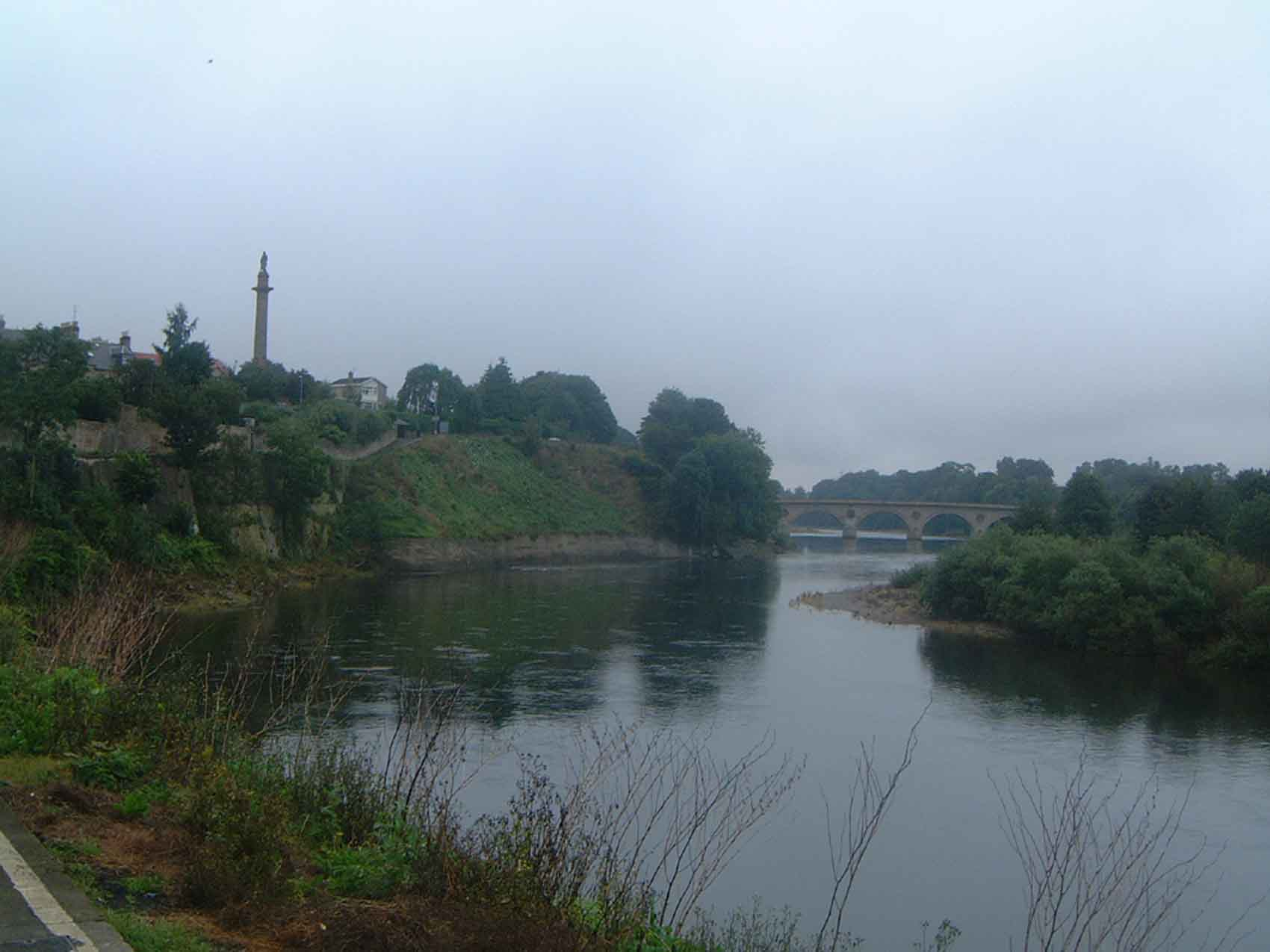
Bron över Tweed vid Coldstream.

Coldstream (gaeliska An t-Alltan Fuar, lågskotska Cauldstream) är en ort och före detta burgh i kommunen Scottish Borders i sydöstra Skottland. Folkmängden uppgick år 2012 till 1 870 invånare på en yta av 0,89 km². Orten ligger vid floden Tweeds norra strand i Berwickshire, med engelska Northumberland på södra sidan. Coldstream är hemort för Coldstream Guards-regementet, och var den plats där Edvard I invaderade Skottland 1296.
På 1700- och 1800-talen rymde många till Coldstream för att gifta sig, eftersom landsvägen genom Coldstream (nu A697) var en viktig förbindelse mellan England och Skottland.[källa behövs] Byggnader i staden värda att uppmärksammas är exempelvis tullhuset där bröllopen brukade hållas, och earlerna av Homes släktgods The Hirsel.